# Пена (Арецо)
Пена је насеље у Италији у округу Арецо, региону Тоскана.
Према процени из 2011. у насељу је живело 554 становника. Насеље се налази на надморској висини од 194 м.